# Dipolog

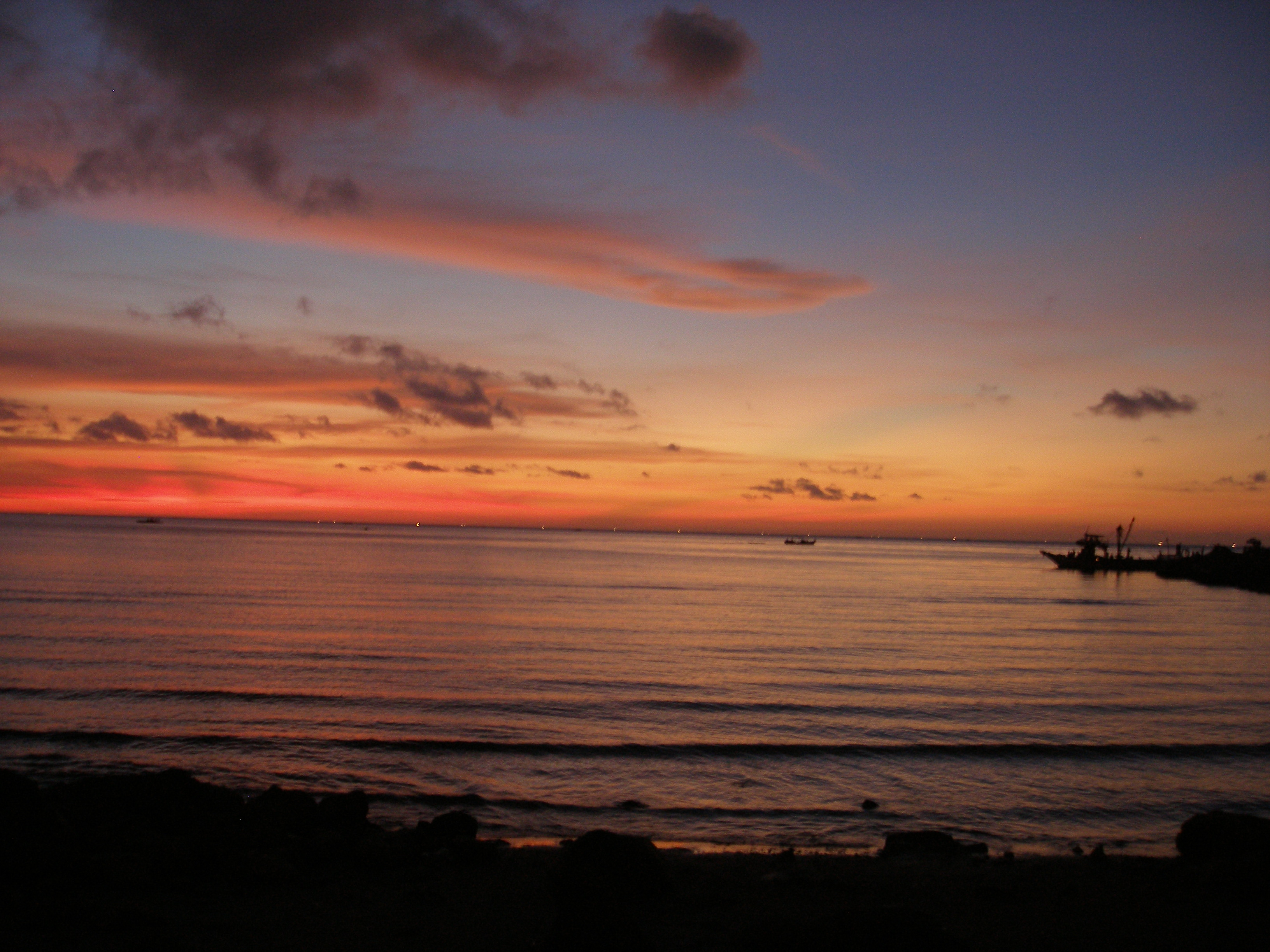
Solnedgång i Dipolog City.

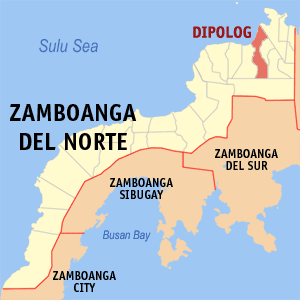
Dipolog Citys läge i Zamboanga del Norte

Dipolog City är en stad i Filippinerna. Den är administrativ huvudort för provinsen Zamboanga del Norte som ligger i regionen Zamboangahalvön och har 99 862 invånare (folkräkning 1 maj 2000).
Staden är indelad i 21 smådistrikt, barangayer, varav 14 är klassificerade som landsbygdsdistrikt och 7 som tätortsdistrikt.